# Bosse Löthén
Bo Gunnar (Bosse) Löthén, född 28 juli 1964 i Stockholm, är en svensk radiopratare, barnboksförfattare och musiker. 
Löthén var  presentatör  för Ny Våg åren 1982–1983   och programledare för Sveriges Radio P3:s Kvällspasset under flera år.
Löthén arbetade på Sveriges Radio fram till 2005 då han lämnade SR för att satsa på barnboksförfattande och musikproduktion. 
Löthén spelade från trettonårsåldern trummor i punkbandet Skabb, där han även skrev de flesta sångtexterna. Efteråt följde grupperna  Hjärnstorm och Stadion, där han senare ersatte Janne Bergstrand som sångare. Efter Stadion bildade Löthén tillsammans med, bland andra, Nils Fagerberg (basist i Skabb, Hjärnstorm och Stadion) bandet Big Bang Ralph. Decenniet senare var Löthén  drivande i konstellationen Bosses vänner, där bland andra Titiyo, Papa Dee, Pär Wiksten och Idde Schultz år 2007 spelade in barnskivan Läget?. Löthén gjorde även rösten som Sture Stortand i barnboksfiguren Mulle Meck och som Svarte Sven i Mulle Meck-spelen.
År 2010 gav Löthén ut den självbiografiska boken Jag älskar den pojken, där han beskriver en uppväxt präglad av alkoholism, mobbning och sexuella övergrepp men också om när punken kom till Stockholm.

## Ljudboksuppläsningar (urval)
- 2009 - Gamla Stan-morden av Lars Bill Lundholm
- 2009 - Östermalmsmorden av Lars Bill Lundholm
- 2008 - Gomorra av Roberto Saviano